# Maison forte de Cursinges
La maison forte de Cursinges est une ancienne maison forte, du XIVe siècle, situé au hameau éponyme, dont les ruines se dressent sur la commune de Draillant dans le département de la Haute-Savoie en région Auvergne-Rhône-Alpes.
Les ruines de la maison forte font l’objet d’une inscription au titre des monuments historiques par arrêté du 16 juillet 1990.

## Situation
Les vestiges de la maison forte de Cursinges sont situés dans le département français de la Haute-Savoie sur la commune de Draillant, en contrebas du hameau, à 1 kilomètre au sud du bourg, sur une butte dominant une gorge. Elle surveillait le passage du col des Moises.

## Historique
En 1364, dans la cour de la maison forte a lieu l'acte d'inféodation de celle-ci : « dans la maison de Jehan Sermon dans la cour ».
Le 23 septembre 1389, dans un texte, Pierre de Chatillion reconnait la détenir ; « Reconnoisaance passée par Noble Pierre de Chatillion, es mains d'Emery Pellissier, notaire, pour, et au nom de Pierre, Comte de Génevois, pour raison de la maison forte de Cursinges, biens et servis en dépendants, detenus par les particuliers y nommés, lesquels, le dit de Chatillion vient du fief et sous l'hommage du dit comte du Génevois ».
La maison forte est entre les mains de la famille de Rovorée ou Ravorée, vassaux des comtes de Savoie. On trouve Aimé-Gaspard de Rovorée, seigneur de Cursinge, Cervens, la Grangette, etc., lors d'un tournoi à Genève en 1498.
En 1568, elle est aux mains de la famille des Genève-Lullin, et sera vendue plus tard à Jean Noyel de Bellegarde.
En 1589, elle est incendiée et en partie démolie.
Cursinges avec Cervens, ainsi que la tour forte de Draillant et diverses terres furent érigés en marquisat en 1693, au profit de Janus de Bellegarde.

## Description
La maison forte de Cursinges est typique des maisons fortes du XIVe siècle, voir également dans le même département la maison forte de Buffavent et la maison forte de Brens.
La maison forte de Cursinges se présente sous la forme d'une enceinte carrée fossoyée de 30 mètres de côté flanquée aux angles de tourelles rondes. Les courtines crénelées, d'une épaisseur de 1,20 mètre, reliaient deux corps de logis, avec une grande et une petite tour carrées, renfermaient deux cours. Deux pont-levis permettaient d'enjamber de larges fossés inondés par une dérivation du Redon.
Les crues successives finir de la ruinée, une tour s'abattit et les fossés se comblèrent.
Aujourd'hui, l'on peut encore voir sous la végétation des restes de grands pans de murs marquant encore l'emplacement de la maison forte de Cursinges.